# Dan zeg ik weer iets lulligs
Dan zeg ik weer iets lulligs is een single van Gerard Cox en Paul de Leeuw. Het is afkomstig van Cox’s album Andere noten.
Dan zeg ik weer iets lulligs is een cover van Somethin' Stupid van Carson Parks. Somethin' Stupid werd eerder vereeuwigd door Carson zelf met zijn vrouw Gaile Foot, Frank Sinatra en dochter Nancy Sinatra en later door Robbie Williams en Nicole Kidman.
Luduvudu (= liefdesverdriet) was van Cox zelf met hulp van Eddy Ouwens en Ad van Olm.
Ook dit maal haalde Gerard Cox de hitparade niet.
Na deze single bleef het jarenlang stil op singlegebied van Cox.